# Carbone du sol

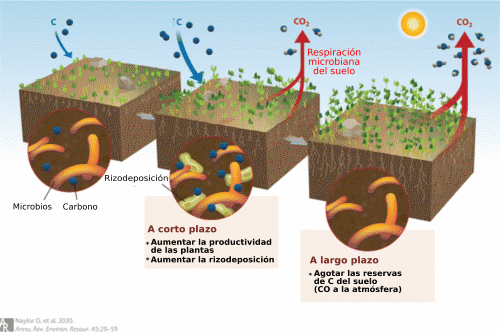
Carbone dans le sol

Le carbone du sol est la matière terrestre solide stockée dans les sols au niveau mondial. Cette appellation comprend à la fois la matière organique du sol et l'ensemble du carbone inorganique constituant les minéraux carbonatés. Le carbone du sol est un puits de carbone par rapport au cycle mondial du carbone, jouant un rôle dans la biogéochimie, l'atténuation du changement climatique et dans la construction de modèles climatiques mondiaux.

## Généralités
Le carbone du sol est présent sous deux formes : inorganique et organique. Le carbone inorganique du sol est constitué de formes minérales de carbone, soit de l'altération du matériau d'origine, soit de la réaction des minéraux du sol avec le CO2 atmosphérique. Les carbonates (minéraux carbonatés) sont la forme dominante de carbone du sol dans les climats désertiques. Le carbone organique du sol est présent sous forme de matière organique dans le sol (matière fabriquée par les êtres vivants). Il comprend du carbone relativement disponible sous forme de restes végétaux frais ainsi que du carbone relativement inerte, dans les matériaux dérivés des restes végétaux: l'humus et le charbon de bois par exemple.